# Eparchie Černovice
Černovická eparchie (latinsky Eparchia Chernivcensis, ukrajinsky Чернівецька єпархія Української греко-католицької церкви) je eparchií Ukrajinské řeckokatolické církve se sídlem v Černovicích (Černivci). Katedrálou je Kostel Zesnutí Přesv. Bohorodice v Černovicích. Eparchie je sufragánní vůči Ivanofrankivské ukrajinské archieparchii.

## Historie
Dne 20. dubna 1993 byla zřízena Eparchie Kolomyja-Černivci, která byla nejprve sufragánní vůči archieparchii kyjevské a od roku 2011 byla součástí Ivanofrankivské provincie. Biskupský synod Ukrajinské řeckokatolické církve v listopadu 2016 rozhodl o zřízení Eparchie černovické vyčleněním z Eparchie Kolomyja-Černivci a o přejmenování půdovní eparchie na Eparchii Kolomyja, s čímž souhlasil dne 12. září 2017 papež František.